# سوت گیت (کالیفرنیا)
سوت گیت (به انگلیسی: South Gate) شهری در شهرستان لس‌آنجلس، کالیفرنیا ایالت کالیفرنیا است که در سرشماری سال ۲۰۱۰ میلادی، ۹۴۳۹۶ نفر جمعیت داشته است.